# Les Cinq du comté de Yuba
Les Cinq du comté de Yuba (en anglais : Yuba County Five), également connus sous le nom du Groupe Mathias, fait référence à une mystérieuse affaire de disparition survenue en février 1978 dans le comté de Yuba, en Californie, et impliquant cinq hommes : Gary Dale Mathias, Jack Antone Madruga, Jackie Charles Huett, Theodore Earl Weiher et William Lee Sterling. Ce cas, jamais élucidé, a été surnommé « l'affaire du col Dyatlov américaine » en raison de ses similitudes avec la célèbre affaire russe.

## Contexte

### Les protagonistes
Les disparus étaient cinq amis inséparables malgré des profils et des âges différents:
- Theodore "Ted" Weiher, 32 ans, était un homme jovial et amical, toujours prompt à saluer les gens d'un grand sourire et d'un signe de la main. Lent d'esprit mais pas stupide, il vivait chez sa grand-mère et travaillait comme agent d'entretien et serveur dans un snack. Fan de sport, de danse et de roller, il passait son temps libre avec ses amis, en particulier Huett qu'il considérait comme son petit frère et sur qui il veillait. Méticuleux, il demanda à sa mère de laver ses baskets blanches avant le match. La dernière chose que lui dit sa grand-mère fut : « Prends un manteau ! » Ce à quoi il répondit : « Pas besoin mamie, pas ce soir... »
- Jack "Jackie" Huett, 24 ans, était doux mais limité intellectuellement. Incapable de lire, écrire ou téléphoner, il dépendait énormément de sa famille et de ses amis, surtout de Weiher, son indéfectible protecteur. Il le suivait comme son ombre, si bien que leurs proches les comparaient à des frères. Passionné de sport, il avait remporté plusieurs médailles aux Jeux Olympiques Spéciaux.
- William "Bill" Sterling, 29 ans, était un colosse gentil au grand cœur. Profondément croyant, il passait des heures à lire la Bible aux patients d'hôpitaux psychiatriques. Proche de Madruga, il travaillait comme plongeur dans le même restaurant que lui avant d'être licencié pour lenteur. Sterling était le seul du groupe à ne pas vivre chez ses parents mais seul en appartement.
- Jack "Doc" Madruga, 30 ans, était un ancien combattant du Vietnam qui travaillait comme manutentionnaire malgré des problèmes de dos. Seul du groupe à posséder une voiture, une Mercury Montego 69 qu'il bichonnait, il servait de chauffeur attitré aux autres. Gentleman conducteur, il interdisait qu'on boive ou qu'on critique sa conduite à bord. Madruga était le « cerveau » de la bande, celui qui prenait les décisions.
- Gary Mathias, 25 ans, avait rejoint le groupe quelques mois avant le drame. Vétéran comme Madruga, il avait été réformé pour raisons psychiatriques après être devenu schizophrène à la suite d'une addiction à la drogue contractée en Allemagne. Depuis sous traitement, il n'avait plus fait de crise depuis deux ans et travaillait comme jardinier avec son beau-père. Malgré son passé trouble (démêlés avec la justice, comportements violents), il s'était parfaitement intégré à la bande.

### Le programme Gateway
Les cinq hommes fréquentaient le centre d'aide par le travail « The Gateway » qui les employait à mi-temps pour des tâches de manutention et de recyclage. C'est là qu'ils étaient devenus amis et qu'ils avaient formé une équipe de basket, les « Gateway Gators », qui s'entraînait plusieurs fois par semaine.
Très soudés, ils passaient tout leur temps libre ensemble, que ce soit pour des activités sportives (bowling, minigolf, roller) ou simplement traîner en ville. Ils étaient connus comme « les garçons » malgré leur âge, du fait de leur insouciance et de leur joie de vivre communicative. Leurs vies étaient réglées comme du papier à musique, centrées sur leur foyer, leur travail et le sport.

### Un match capital
Le samedi 25 février 1978, les Gateway Gators devaient disputer un match capital : la finale des Jeux Olympiques Spéciaux de basket. En jeu, une semaine tous frais payés à Los Angeles pour les vainqueurs, de quoi motiver les troupes. Les garçons ne parlaient que de ça depuis des jours, au point de faire des pieds et des mains pour que tout soit parfait.
Ainsi, Weiher demanda à sa mère de laver ses baskets fétiches, Mathias répéta en boucle à son beau-père : « Surtout ne me laisse pas dormir, on a un gros match demain ! » et Sterling astiqua son maillot flambant neuf. Tous avaient préparé leurs affaires de sport la veille au soir, bien en évidence dans leur chambre. Rien ne devait entacher ce grand jour.
Mais le destin en avait décidé autrement.
Car aucun d'eux ne se présenterait sur le parquet ce samedi matin. À la place, leurs noms figureraient bientôt en une des journaux pour une tout autre raison : leur inquiétante disparition.

## Soirée du 24 février 1978
Ce soir-là, les cinq amis décident d'aller encourager l'équipe de basketball de l'Université d'État de Californie à Chico, à 80 km au nord de Yuba City. Ils prennent la route vers 18h à bord de la Mercury Montego 1969 de Madruga. Le match se termine vers 22h par une victoire des joueurs de Chico.
Juste après, le groupe s'arrête dans une épicerie, « Behr's Market », à quelques rues du stade. Selon l'employé qui les sert, ils achètent un grand nombre d'en-cas sucrés et salés ainsi que des boissons, visiblement de bonne humeur. C'est la dernière fois qu'on les aperçoit.
Ils auraient dû rentrer directement après, car ils doivent disputer un match important le lendemain dans le cadre des Jeux olympiques spéciaux. En cas de victoire, ils gagneraient un séjour d'une semaine à Los Angeles, tous frais payés. Les cinq hommes attendent cet événement avec impatience depuis des mois. Pour preuve, avant de partir, ils ont soigneusement préparé leurs affaires de sport, disposées bien en évidence dans leurs chambres.

## Disparition et recherches
Inquiètes de ne pas voir leurs fils rentrer, les mères contactent la police le 25 février au matin. On leur conseille d'attendre le lendemain pour signaler officiellement leur disparition, ce qu'elles font le soir même.
Une vaste opération de recherches est lancée. La police diffuse leur signalement et la description de la Mercury Montego bleue et blanche de Madruga. De nombreux témoins affirment avoir croisé leur route ou aperçu leur véhicule, sans que ces pistes mènent à quoi que ce soit de concret.
Dans la nuit du 24 au 25, une violente tempête de neige s'abat sur la région, compliquant considérablement les opérations au sol. Malgré le déploiement d'importants moyens (hélicoptères, motoneiges, équipes cynophiles...), aucune trace des disparus n'est retrouvée.
Le 28 février, un garde forestier repère fortuitement le véhicule de Madruga, garé le long d'un chemin forestier isolé et enneigé dans la forêt nationale de Plumas, à une centaine de kilomètres de Chico. C'est l'opposé de la direction que le groupe était supposé prendre pour rentrer à Yuba City.

## La Mercury Montego
La Mercury Montego de 1969, chérie de Madruga, est méticuleusement inspectée par les enquêteurs, qui font plusieurs constats troublants:
- La voiture est garée soigneusement le long d'un chemin en très mauvais état, connu des seuls locaux et pratiquement impraticable en hiver. Le lieu se situe à 1500 mètres d'altitude, bien au-dessus de la limite des chutes de neige. On y accède en empruntant des routes forestières sinueuses sur près de 30 km. Un trajet extrêmement périlleux de nuit et par mauvais temps, qui exclut l'hypothèse d'une simple erreur de navigation.
- Aucun dommage n'est constaté sur la carrosserie et le châssis, malgré les nombreux nids-de-poule, ce qui indique une conduite très prudente. Pourtant, Madruga n'était jamais venu dans le coin.
- La Montego est embourbée dans environ 30 cm de neige, mais aurait pu facilement être dégagée à 5. Le moteur fonctionne parfaitement après un simple démarrage au câble et le réservoir est encore au quart plein.
- L'habitacle est en désordre, jonché de détritus et d'emballages des collations achetées à Chico. Les clés sont introuvables. Une fenêtre est entrouverte, un détail incongru vu les conditions climatiques et surtout connaissant la maniaquerie de Madruga vis-à-vis de sa voiture[6].
- Des cartes de la région sont soigneusement pliées dans la boîte à gants, preuve que le groupe cherchait probablement son chemin.
- Aucune trace physique des occupants n'est relevée, ni dans la voiture ni aux alentours. La neige est tombée dru, effaçant toutes les empreintes au sol.

La découverte du véhicule relance les recherches, mais la météo exécrable et l'absence totale d'indices entravent les efforts des sauveteurs. Fin mars, les autorités suspendent les fouilles dans l'attente de la fonte printanière.

## Témoignage troublant
Un dénommé Joseph Shones, depuis un lit d'hôpital, contacte alors la police. Il affirme avoir vécu une expérience troublante à proximité du lieu et de la date de la disparition du groupe: 
Le 24 février au soir, Shones se rend dans la forêt de Plumas pour inspecter les conditions de neige en prévision d'un séjour au ski. Mais sa Volkswagen Coccinelle s'enlise non loin de l'endroit où sera découverte la Mercury. En s'efforçant de dégager son véhicule, l'homme de 55 ans est pris d'un malaise cardiaque. Incapable de repartir, il s'enferme dans sa voiture en attendant de l'aide.
Au milieu de la nuit, Shones aperçoit deux groupes de phares. D'abord ceux d'une voiture, garée 15 mètres derrière la sienne, puis ceux d'un pick-up, à une cinquantaine de mètres. Il distingue les silhouettes d'au moins trois hommes, éclairés par les phares. Parmi eux se tient peut-être une femme portant un bébé.
L'homme klaxonne et appelle à l'aide à plusieurs reprises, en vain. À chacune de ses tentatives, les inconnus cessent leurs discussion et éteignent leurs lampes de poche. Shones perçoit également de curieux sifflements. Il finit par s'endormir d'épuisement.
Au petit matin, la douleur le réveille. Il parvient à descendre péniblement vers un lodge en contrebas pour donner l'alerte et regagner son domicile. C'est à ce moment qu'il croise une Mercury Montego garée bizarrement au bord de ce chemin perdu. Une image fugace dont il ne saisira la portée que plusieurs jours après, en prenant connaissance de la disparition du groupe dans les médias.
Le témoignage de Shones, bien que troublant, est accueilli avec scepticisme par les autorités. Certains détails, comme la mystérieuse femme et son bébé, peuvent s'expliquer par son état confusionnel. L'homme admet lui-même avoir été en proie à des hallucinations dues à sa crise cardiaque. Bien qu'il ne soit pas un témoin des plus fiables, son récit laisse néanmoins penser que le groupe a peut-être fait de mauvaises rencontres cette nuit-là.

## Le corps de Weiher
Le 4 juin, des motards découvrent le corps décomposé de Ted Weiher dans une caravane de rangers, à près de 20 km de la Mercury. L'état du cadavre est tel qu'il est formellement identifié grâce à ses vêtements et à ses effets personnels.
Weiher gît sur un lit, soigneusement bordé dans plusieurs couches de draps, un détail troublant qui suggère la présence d'un tiers. Son corps est émacié : il aurait perdu entre 40 et 45 kg. Sa longue barbe hirsute indique qu'il a survécu au moins 13 semaines dans des conditions épouvantables.
L'autopsie révèle qu'il est mort de froid et de faim. Ses pieds présentent de graves engelures. Ironiquement, la caravane regorge de couvertures, de vêtements chauds, de bois de chauffage et d'allumettes. Un réchaud à gaz est également présent. Mais Weiher n'y a jamais touché.
Encore plus curieux, de la nourriture en conserve a été ouverte et consommée, alors que Weiher est mort de faim. Le reste — plusieurs dizaines de boîtes et de sachets lyophilisés — est intact, alors qu'il y en avait assez pour nourrir cinq hommes pendant un an.
Les rangers remarquent que les boîtes ont été ouvertes à l'aide d'un ouvre-boîte de type P-38, très prisé des militaires. Or seuls Madruga et Mathias, tous deux passés par l'armée, étaient familiers de cet outil. L'un d'eux a donc survécu suffisamment longtemps pour se sustenter, puis a quitté les lieux pour une raison inconnue, abandonnant Weiher à une mort atroce.
Un autre détail intrigue les enquêteurs : les tennis de Mathias sont posées au pied du lit de Weiher, comme s'il les lui avait laissées. Weiher, pieds nus, a probablement tenté de les enfiler mais ses orteils congelés l'en ont empêché. 

## Restes des autres victimes
Le lendemain, les restes de Madruga et Sterling sont retrouvés à 13 km au sud de la caravane, de part et d'autre d'un chemin forestier : 
- Le squelette de Sterling gît à flanc de colline, dispersé sur une cinquantaine de mètres carrés, sans doute par des animaux. Son portefeuille contenant ses papiers et des photos de famille permet de l'identifier formellement.
- De Madruga, il ne reste que quelques os, déplacés sur plusieurs mètres par des charognards. Sa montre, son alliance et les clés de sa Mercury, retrouvées à proximité, attestent de son identité.

Enfin, le 7 juin, le propre père de Jackie Huett découvre sa colonne vertébrale et un morceau de son blouson, à moins d'un kilomètre de la caravane. Son crâne sera localisé le lendemain par un chien des brigades cynophiles.
Si l'on en croit la disposition des restes, Sterling et Madruga seraient morts en cherchant à atteindre la caravane, à mi-chemin entre cette dernière et leur véhicule. Incapables de progresser dans l'épaisse couche de neige, ils se seraient effondrés d'épuisement et de froid. Les blessures constatées sur leurs os évoquent des chutes répétées. L'hypothermie et le froid intense ont eu raison d'eux.
Le cas de Huett est plus nébuleux. Vu la localisation de ses restes, il a soit accompagné Weiher et Mathias jusqu'au refuge, soit péri non loin de là, avant d'être en partie dévoré par des prédateurs. Ses chaussures sont introuvables. 
Quoi qu'il en soit, les analyses médico-légales sont formelles : aucune des quatre victimes n'a été victime de violences avant sa mort. Elles ont succombé aux conditions impitoyables des montagnes enneigées, et non à une agression physique.
Le mystère s'épaissit encore lorsque les enquêteurs apprennent qu'un chasse-neige est passé à proximité de la caravane le 23 février, laissant une tranchée suffisamment large pour une progression à pied. Les cinq hommes, à supposer qu'ils aient abandonné leur voiture le 24 au soir, ont probablement emprunté cette piste. La question est de savoir pourquoi, et si quelqu'un les y a contraints.

## Mathias, le grand absent
Gary Mathias demeure quant à lui introuvable. Son signalement est diffusé dans tous les États-Unis, en vain. Au fil des années, les enquêteurs reçoivent plusieurs signalements non vérifiés :
- Un routier affirme l'avoir pris en stop près de Reno, Nevada, quelques jours après sa disparition. L'homme, méfiant et taiseux, lui aurait confié fuir de mystérieux poursuivants.
- Une serveuse prétend l'avoir servi dans un restaurant d'Oklahoma City, un mois après les faits. L'homme était sale, hagard et s'exprimait de manière décousue.
- En 1984, une de ses anciennes voisines assure l'avoir croisé dans une station-service de Sutter County. Elle aurait reconnu sa démarche caractéristique due à son pied-bot. Une particularité physique inconnue des médias et connue de ses seuls proches.

Ces témoignages, jamais corroborés, n'ont pas permis de localiser le disparu malgré d'intenses efforts. Aucun indice matériel prouvant que Mathias a survécu n'a jamais été découvert. Si tel était le cas, comment un schizophrène en délire, sans argent ni moyen de transport, a-t-il pu parcourir autant de distance sans être repéré ? Et surtout, pourquoi abandonner ses amis à une mort certaine ?

### Hypothèses Mathias
Plusieurs hypothèses ont été avancées pour tenter d'expliquer ce qu'il a pu lui arriver :
- Mathias a succombé aux éléments : l'explication la plus probable est que Mathias, après avoir quitté la caravane où avait trouvé refuge Weiher, a fini par mourir d'épuisement et d'hypothermie quelque part dans la forêt enneigée. Son corps, dissimulé par le manteau neigeux, n'aurait jamais été retrouvé malgré le déploiement de moyens importants. Il est possible qu'il ait été en partie dévoré par des charognards, rendant sa localisation encore plus difficile.

- Mathias a été victime d'un prédateur : une autre possibilité est que Mathias, affaibli et désorienté, ait été attaqué puis tué par un animal sauvage type puma ou ours noir, bien présents dans la région. Son corps démembré aurait pu être dispersé sur une vaste zone, compliquant grandement sa découverte par les équipes de recherche.

- Mathias a été assassiné : certains avancent la thèse que Mathias aurait pu être tué par un ou plusieurs individus malveillants. Son corps aurait ensuite été dissimulé pour ne pas être découvert. Même si rien dans le dossier ne vient accréditer la piste d'un homicide, le passé trouble de Mathias et sa personnalité instable pourraient expliquer qu'il se soit attiré des ennemis susceptibles de vouloir lui nuire.

- Mathias a été enlevé : autre hypothèse sans grand fondement, Mathias aurait pu être enlevé par des inconnus alors qu'il tentait de trouver de l'aide. Maintenu captif pendant une période indéterminée, il aurait fini par être tué puis enterré dans un endroit inconnu des autorités. Là encore, ce scénario semble peu réaliste au vu du contexte et en l'absence du moindre indice matériel.

- Mathias a organisé sa propre disparition : dernière supposition plus ou moins probable, Mathias aurait volontairement fait croire à sa propre mort pour refaire sa vie ailleurs, sans laisser de traces. Bénéficiant d'éventuelles complicités, il aurait pu s'enfuir discrètement de la région pour s'installer sous une nouvelle identité à l'autre bout du pays. Si cette hypothèse peut paraître séduisante, elle pose la question de la logistique d'une telle "opération" en pleine montagne et du mobile d'une telle décision.
- Mathias a oublié ses médicaments contre la schizophrénie, a menacé le groupe pour en faire ce qu'il voulait. La voiture étant une deux portes, il s'est arrangé pour être devant côté passager pour éviter la fuite des passagers arrière. Peut-être a-t-il utilisé une arme vu qu'il a fait l'armée. De plus, le groupe était mal à l'aise avec lui.

En l'état actuel de nos connaissances, le plus probable reste que Gary Mathias a connu le même sort tragique que ses compagnons, à savoir une mort des suites d'une trop longue exposition au froid et aux intempéries. La configuration accidentée des lieux, l'épaisse couche de neige et la faune sauvage expliqueraient que son corps n'ait jamais pu être localisé malgré les efforts répétés des autorités.
On ne peut cependant exclure totalement qu'il ait pu connaître un destin différent, potentiellement plus sinistre, aux mains de tiers animés de noirs desseins. Même si les preuves manquent pour étayer ces suppositions, la personnalité tourmentée de Mathias et son rôle central dans le drame entretiennent un certain nombre de spéculations plus ou moins fantaisistes.
Seule certitude, Gary Dale Mathias s'est comme "évaporé" dans la nuit glaciale du 24 février 1978, sans laisser la moindre trace tangible derrière lui.

## Théories et questions en suspens
De l'avis des autorités comme des familles, trop de zones d'ombre entourent ce drame pour parler d'une simple excursion qui a mal tourné. Leurs interrogations demeurent sans réponses satisfaisantes à ce jour :
- D'abord, comment cinq hommes aux facultés mentales limitées se sont-ils retrouvés à plus de 100 km d'une destination qu'ils connaissaient par cœur, qui plus est dans la direction opposée ?
- Ont-ils emprunté ce chemin périlleux de leur plein gré ou y ont-ils été contraints par des individus mal intentionnés ? Dans quel but ?
- Pourquoi diable abandonner un véhicule en état de marche pour s'enfoncer dans la neige épaisse, sous des températures polaires, vêtus de simples vestes ?
- Comment Weiher et peut-être Huett ont-ils rallié la caravane, situee à près de 20 km, dans ces conditions ? Qui les accompagnait ?
- Pourquoi Weiher n'a-t-il pas utilisé les ressources à sa disposition pour survivre, se condamnant à une mort atroce ?
- Qu'est-il arrivé à Mathias ? Et qui a laissé ses chaussures près du corps de Weiher ? Lui-même ? Un tiers ?
- Quel crédit accorder au témoignage de Shones sur les mystérieux occupants d'un pick-up aperçu près de la scène ? Des locaux venus porter secours ? Des individus impliqués dans leur disparition ?

Plusieurs théories, plus ou moins sérieuses, ont été avancées au fil des ans :
- La thèse officielle d'un tragique concours de circonstances : une erreur d'orientation suivie d'une panne mécanique qui aurait poussé le groupe à chercher de l'aide à pied avant de mourir d'épuisement. Mais cette hypothèse n'explique ni l'excellent état de la voiture, ni la localisation très atypique de l'incident, ni les curieuses circonstances entourant la mort de Weiher.
- La piste de l'enlèvement : le groupe aurait été kidnappé pour une raison inconnue et conduit de force dans ce secteur isolé. Mathias, le plus robuste physiquement et mentalement, se serait rebellé et enfui, condamnant les autres. Mais rien ne prouve cette théorie, faute de mobile et de suspects.
- La thèse de la crise psychotique : en manque de médicaments, Mathias aurait convaincu les autres de le suivre dans un raid vengeur ou mystique en pleine nature, avec l'issue dramatique que l'on sait. Cette hypothèse ne cadre pas avec le comportement antérieur du jeune homme, stabilisé depuis deux ans.
- La piste surnaturelle : phénomènes paranormaux, enlèvements extraterrestres, attaque de Bigfoot... Des théories farfelues qui ont eu leur petite heure de gloire dans la presse people de l'époque, à défaut d'être crédibles.

Une seule certitude demeure. Comme l'a déclaré le shérif-adjoint de l'époque : "Cette affaire est diablement bizarre. Point final" ("This case is bizarre as hell. Period.").

## Principales théories
Malgré des décennies d'enquête, le mystère entourant la disparition des cinq hommes de Yuba n'a jamais été complètement élucidé. Si certaines hypothèses farfelues (enlèvement extraterrestre, attaque de Bigfoot, forces paranormales...) ont pu avoir leur heure de gloire dans les tabloïds, les enquêteurs se sont concentrés sur des pistes plus réalistes pour tenter de comprendre ce qui s'est réellement passé cette nuit-là. Voici les principales théories explorées, des plus plausibles aux plus spéculatives :

### Accident en montagne
L'explication la plus rationnelle reste celle de l'accident en milieu hostile. Pris au piège d'une violente tempête de neige imprévue, le groupe aurait fini par s'égarer mortellement en voulant regagner son véhicule. La fatigue, la désorientation, l'obscurité et surtout le froid extrême auraient alors eu raison d'eux, d'autant qu'ils n'étaient pas équipés pour affronter de telles conditions.
Cette théorie expliquerait pourquoi ils ont abandonné leur voiture en état de marche pour s'enfoncer dans la forêt enneigée au beau milieu de la nuit. Elle permettrait aussi de comprendre comment les corps ont été retrouvés aussi dispersés.
Elle n'explique cependant pas tout, notamment pourquoi le groupe s'est retrouvé sur ce chemin périlleux à l'opposé de sa destination initiale, pourquoi Weiher n'a pas utilisé les ressources de la caravane pour survivre ou encore ce qu'il est advenu de Mathias.

### Épisode psychotique
Autre scénario crédible, la responsabilité de Mathias, en sevrage médicamenteux, dans cette funeste virée. Pris d'un soudain délire paranoïaque ou mystique, il aurait pu persuader ou forcer ses amis déboussolés à le suivre au cœur des bois dans une sorte de quête ou de fuite insensée.
Privé de ses repères, le groupe se serait laissé entraîner à sa perte par le plus charismatique et déterminé d'entre eux. Cela expliquerait pourquoi ils ont quitté la route et se sont enfoncés toujours plus loin dans la montagne enneigée.
Cette théorie permettrait aussi de comprendre le comportement étrange de Weiher dans la caravane, potentiellement sous influence. Le sort de Mathias reste cependant incertain. A-t-il fini par succomber lui aussi au froid ? S'est-il donné la mort dans un ultime geste délirant ? S'est-il enfui pour refaire sa vie ailleurs ? Le mystère demeure.

### Mauvaise rencontre
Moins probable mais pas à exclure, l'hypothèse d'une mauvaise rencontre qui aurait mal tourné. Le groupe aurait pu tomber par hasard sur une activité illicite (trafic, crime...) en cours et être pris à partie par des individus peu recommandables.
Obligés de suivre leurs agresseurs pour ne pas être exécutés, ils auraient été emmenés de force au cœur de la forêt pour y être abandonnés à une mort certaine, afin d'effacer toute trace. Cela expliquerait le témoignage de Schons sur les mystérieux véhicules aperçus près du lieu de la disparition.
Cette théorie achoppe cependant sur plusieurs points. Pourquoi ne pas les avoir tués directement sur place ? Pourquoi prendre le risque d'être vus ou suivis en les trimballant en pleine nuit au fin fond des bois ? Et surtout comment expliquer l'absence de toute trace de violence sur les corps ?

### Thèse officielle
C'est la thèse retenue par défaut par les autorités, faute de preuves suffisantes pour accréditer une piste criminelle : un tragique concours de circonstances ayant conduit à la mort accidentelle des cinq hommes.
Égaré par erreur sur une route forestière, le groupe serait tombé en panne sèche dans un lieu très reculé, sans possibilité de contacter les secours. Croyant trouver de l'aide à proximité, ils se seraient séparés et auraient poursuivi à pied dans le froid et la neige avant de succomber un à un aux éléments.
Cette hypothèse "fourre-tout" permet d'expliquer l'essentiel des éléments matériels du dossier, des corps dispersés aux étranges circonstances entourant la mort de Weiher. Elle n'explique cependant ni l'excellent état de la Montego, ni le choix de cet itinéraire totalement atypique, ni la topographie des lieux très éloignée de toute civilisation. Autant de zones d'ombre qui laissent planer le doute... 
Quoi qu'il en soit, plus de quarante ans après les faits, le mystère reste entier et continue de fasciner. À défaut de réponse définitive, le sort tragique de Ted Weiher, Jackie Huett, Bill Sterling, Jack Madruga et Gary Mathias conserve sa part d'ombre et de non-dit. À moins d'une découverte fortuite ou de nouveaux éléments, les circonstances exactes de la mort des cinq amis de Yuba resteront sans doute à jamais un mystère. Leur disparition a inspiré de nombreux articles, livres, épisodes de podcasts et même un documentaire en 2021.